# José Pereira Lopez
José Pereira Lopez (Lopes) (ur. 1 listopada 1939 w Salvaterra do Extremo, gmina Idanha-a-Nova) – portugalski polityk, działacz związkowy i nauczyciel, parlamentarzysta krajowy, w 1987 poseł do Parlamentu Europejskiego II kadencji, sekretarz stanu.

## Życiorys
Zdobył wykształcenie wyższe, otrzymał doktorat. Zawodowo pracował jako nauczyciel w szkole podstawowej i gimnazjum. Działał w związku zawodowym bankowców, należał do zarządu powiązanego z nią centrum usług socjalnych. Pełnił funkcję sekretarza generalnego i prezydenta centrali związkowej União Geral de Trabalhadores. Reprezentował Portugalię podczas trzech konferencji Międzynarodowej Organizacji Pracy w Genewie, opublikował też książkę o związkach zawodowych.
Zaangażował się w działalność polityczną w ramach Partii Socjaldemokratycznej, dołączył do jej władz krajowych. W latach 1983–1995 zasiadał w Zgromadzeniu Republiki III, IV, V i VI kadencji, reprezentując dystrykt Castelo Branco i Europę. Od 19 lutego do 13 września 1987 wykonywał mandat posła do Parlamentu Europejskiego w ramach delegacji krajowej (zastąpił José Silvę Domingos). Przystąpił do frakcji liberalno-demokratycznej, należał do Komisji ds. Stosunków Gospodarczych z Zagranicą. Od maja 2002 do czerwca 2003 pełnił funkcję gubernatora cywilnego dystryktu Castelo Branco.
Wyróżniony Orderem Zasługi Przedsiębiorczej III klasy za zasługi dla branży przemysłowej (1984), a także Orderem Zasługi II klasy (2010).